# Grundagen
Grundagen är en sjö i Älvdalens kommun i Dalarna och ingår i Dalälvens huvudavrinningsområde. Sjön har en area på 1,17 kvadratkilometer och ligger 717 meter över havet. Sjön avvattnas av vattendraget Grundöjan. Vid provfiske har abborre och gädda fångats i sjön.

## Delavrinningsområde
Grundagen ingår i det delavrinningsområde (689132-134313) som SMHI kallar för Utloppet av Grundagen. Medelhöjden är 752 meter över havet och ytan är 10,81 kvadratkilometer. Räknas de 6 avrinningsområdena uppströms in blir den ackumulerade arean 36,48 kvadratkilometer. Grundöjan som avvattnar avrinningsområdet har biflödesordning 3, vilket innebär att vattnet flödar genom totalt 3 vattendrag innan det når havet efter 506 kilometer. Avrinningsområdet består mestadels av skog (57 procent), sankmarker (19 procent) och kalfjäll (13 procent). Avrinningsområdet har 1,17 kvadratkilometer vattenytor vilket ger det en sjöprocent på 10,8 procent.